# Anchorage Capital Group
Anchorage Capital Group (o semplicemente Anchorage) è una società statunitense di gestione degli investimenti con sede a New York e un ufficio a Londra.  L'azienda è conosciuta come uno dei fondi avvoltoio più importanti al mondo, fondi che investono in titoli in difficoltà.

## Storia
Anchorage è stata fondata nel 2003 da Kevin Ulrich e Tony Davis. Entrambi lavoravano in precedenza nel settore dei debiti in sofferenza di Goldman Sachs.  L'azienda ha ricevuto 100 milioni di dollari in denaro iniziale da Reservoir Capital Group.  Successivamente Davis lasciò l'azienda per fondarne una nuova denominata Inherent Group, incentrata sugli investimenti ESG (Environmental, social, and corporate governance).
Nel dicembre 2021, Anchorage ha annunciato che avrebbe chiuso il suo fondo di credito di punta da 7,4 miliardi di dollari (ACP Capital) a causa di rendimenti poco brillanti e di difficoltà in mercati come i titoli in difficoltà. L'azienda si vuole concentrare maggiormente sugli investimenti relativi alla finanza strutturata come obbligazioni di prestito garantite e credito privato.
Allo stesso tempo, il cofondatore Ulrich ha anche annunciato che lascerà il suo ruolo di amministratore delegato per passare a quello di presidente. Uno dei motivi che hanno portato a questa decisione, oltre alla recente performance dell'azienda, è stato il fatto che nel 2019 Ulrich è stato citato in giudizio da una donna che lo accusava di violenza sessuale in un hotel di Manhattan. La denuncia è stata ritirata più tardi dopo che Ulrich si è accordato con l'accusatrice, ma i clienti dell'azienda erano scontenti per la mancata divulgazione delle accuse da parte dell'azienda dopo che erano apparse in un registro pubblico.
Sebbene Anchorage investa principalmente in titoli distressed di società come l'irlandese Eir (telecomunicazioni) e New Look, negli ultimi anni è stata coinvolta nel finanziamento di startup e società in fase iniziale come Brat TV, Eko e SingleStore.

## Investimenti principali

### MGM Studios
Anchorage è stata coinvolta nell'investimento di 500 milioni di dollari negli MGM Studios nel 2010 per fare uscire la società dalla bancarotta. Ulrich è entrato a far parte del consiglio di amministrazione di MGM nel 2010 e ne è diventato presidente nel 2017. Durante il periodo in cui Anchorage deteneva gli MGM Studios, dovette respingere gli sforzi dell'azionista attivista Carl Icahn di prendere il controllo degli studi. Gary Barber è stato nominato amministratore delegato da Ulrich nel 2010, ma tra i due si è creata una frattura cresciuta nel tempo.  Nell'ottobre 2017, Barber ha ricevuto un rinnovo del contratto per 5 anni fino al 2022.  Ma pochi mesi dopo, è stato licenziato e gli è stata assegnata una buonuscita da 260 milioni di dollari. Non fu mai sostituito e nel frattempo la società fu guidata dal neonato "Ufficio dell'amministratore delegato".  Nel 2021 gli studi MGM sono stati venduti ad Amazon per 8,45 miliardi di dollari, il che ha comportato un profitto di 2 miliardi di dollari per Anchorage.

### J.Crew
Il 4 maggio 2020, J.Crew ha annunciato che avrebbe presentato domanda per la protezione dal fallimento durante la pandemia COVID-19.  L'11 settembre 2020 è stato annunciato che J.Crew era uscita dalla bancarotta dopo l'investimento effettuato da Anchorage.

## Controversie
Nel 2013, BNP Paribas ha citato in giudizio Anchorage Capital dopo aver accettato di acquistare 60 milioni di dollari di debito da Irish Bank Resolution Corporation e poi non aver pagato. La corte si è pronunciata a favore di BNP Paribas.